# مايكل داماسكينوس
مايكل داماسكينوس (باليونانية: Μιχαήλ Δαμασκηνός)‏، رسام كريتي رائد في فترة ما بعد البيزنطية الكريتية، وممثل رئيسي للمدرسة الكريتية للرسم التي ازدهرت في القرنين السادس عشر والسابع عشر. كان الرسامان جورجيوس كلونتزاس وداماسكينوس من المساهمين الرئيسيين في هذه المدرسة خلال نفس الفترة. سافر داماسكينوس في جميع أنحاء الإمبراطورية. ظل مخلصًا لجذوره اليونانية من حيث الأسلوب ولكنه دمج بعض العناصر الإيطالية في عمله. تأثر بشدة بالمدرسة الفينيسية. رسم أجزاء من كاتدرائية سان جورجيو دي غريتشي. لدى داماسكينوس 100 عمل مشهور، كما أنه أثّر في أعمال ثيودور بولاكيس.

## حياته وعمله
وُلد داماسكينوس في كانديا (هيراكليون)، والده كان جورج داماسكينوس. وفقًا للأسطورة، أمضى داماسكينوس بعض الوقت في العيش والعمل في دير فرونتيسي، حيث احتُفظ بستة من أيقوناته حتى عام 1800. انتقل داماسكينوس إلى البندقية في الستينيات من القرن السادس عشر، بينما كان هناك تعلم الرسم المصغر.
سافر في جميع أنحاء إيطاليا. مكث لفترة وجيزة في صقلية من 1569 إلى 1571. بعد ذلك، عاد إلى البندقية. كان عضوًا في المدرسة اليونانية في البندقية من عام 1577 إلى عام 1582. رسم أيقونات لكاتدرائية سان جورجيو دي غريسي للروم الأرثوذكس في البندقية. حاول أن يصبح عضوًا في مجلس الأخوة. لكنه لم ينجح. خلال نفس الفترة، عمل في كل من المؤسسات الكاثوليكية واللجان الخاصة.
أصبح صديقًا للنحات أليساندرو فيتوريا. باع له مجموعة من الرسومات التي جمعها من فنانين إيطاليين آخرين. من الواضح أن بعض أعماله تأثرت بباولو فيرونيز وتينتوريتو وتيتيان. تأثر العديد من الرسامين اليونانيين بمدرسة البندقية. عاد إلى كانديا نحو عام 1583.
تزوجت ابنته الوحيدة أنطونيا من الرسام يوانيس مافريكاس ماندوفوس أو ياناس مانتوفوس. أقام داماسكينوس في اليونان وعمل بشكل رئيسي في جزيرة كريت والجزر الأيونية. دُعي للعودة إلى البندقية من قبل أخوية الروم الأرثوذكس. أرادوا تكليفه برسم قبة سان جورجيو دي غريسي. وقد رفض الدعوات لأسباب شخصية. تم الانتهاء من العمل لاحقًا في كنيسة سان جورجيو دي جريتشي للرسام الشهير إيمانويل تزاني بونياليس الذي تأثر بدماسكينوس.
كانت أعمال داماسكينوس من سمات الطراز البيزنطي التقليدي. استخدم لونًا ورديًا خاصًا يميز لوحاته، وحُدّدت أبعاد شخصيته من خلال ضربات فرشاة الرسم الخاصة به. رسم على الخشب ولكنه لم يرسم عروشًا من الرخام كما كان الحال في المدرسة الكريتية. كان داماسكينوس أيضًا أول فنان أدخل درجات لون البشرة إلى الرسم ما بعد البيزنطي وكانت إحدى السمات الأسلوبية لعمله التي أثبتت تأثيرها الكبير منذ النصف الثاني من القرن السادس عشر وما بعده.
عمل داماسكينوس على نطاق واسع في الجزر الأيونية. ساهم في اندماج عدة مدارس للرسم. لقد أثر في أعمال ثيودور بولاكيس. اعتبر الرسام اليوناني الشهير والمنظر باناجيوتيس دوكساراس في كتابه فن الرسم الذي نُشر عام 1720 أن داماسكينوس أحد أهم الرسامين.